# NGC 5963
NGC 5963 este o emission-line galaxy⁠(d) situată în constelația Dragonul. A fost descoperită în 5 mai 1788 de către William Herschel. Se află la o distanță de 28,84 de megaparseci de Pământ.